# Heinrich Schneidmadl
Heinrich Schneidmadl (* 20. Februar 1886 in Gutenstein; † 31. Oktober 1965 in Wien) war ein österreichischer Politiker (SDAP), Abgeordneter zum niederösterreichischen Landtag, Mitglied der Konstituierenden Nationalversammlung und Abgeordneter zum Nationalrat.

## Leben
Heinrich Schneidmadl wurde am 20. Februar 1886 in Gutenstein im Bezirk Wiener Neustadt-Land als Sohn des Müllers Alois Schneidmadl und seiner Frau Maria geboren. Er besuchte von 1892 bis 1899 die Volksschule in Pöggstall. Obwohl seine Eltern wünschten, er solle Müller werden erlernte er bis 1904 den Beruf des Buchdruckers in Pöggstall und Amstetten. Danach trat er in die Pressvereinsdruckerei in St. Pölten ein. Bereits 1906 wurde er Beamter in der niederösterreichischen Gebietskrankenkasse.
Bereits 1905 wurde Schneidmadl in den sozialdemokratischen Wahlkreisausschuss von St. Pölten gewählt. 1906 bildete er sich auf der „Arbeiterschule“ in Wien weiter, er wohnte damals bereits in Wagram. In den folgenden Jahren etablierte er sich immer mehr in der lokalen Sozialdemokratie, so wurde er 1911 gemeinsam mit Hubert Schnofl zum Parteitag nach Innsbruck entsandt. Als 1914 erstmals die Volkswacht erscheinen sollte, wurde die Leitung Schneidmadl zugesprochen. Der Beginn des Ersten Weltkriegs verhinderte allerdings die Umsetzung der Pläne. 1915 musste Schneidmadl einrücken und wurde in die Bukowina geschickt, von wo er mit Diphtherie und Ruhr zurückkam.
1919 wurde Schneidmadl unter Hubert Schnofl Stadtrat in St. Pölten und Vizebürgermeister in der damals eigenständigen Gemeinde Stattersdorf-Wagram. Er war zudem Mitglied der Konstituierenden Nationalversammlung von 1919 bis 1920 und danach bis 1927 für drei Gesetzgebungsperioden Abgeordneter zum Nationalrat. Danach wurde er bis zum Verbot der Sozialdemokratischen Partei 1934 Landesrat und somit Mitglied der Niederösterreichischen Landesregierung. Er wurde verhaftet und ins Anhaltelager Wöllersdorf gebracht.
Am 6. Oktober 1920 fand in St. Pölten eine NSDAP-Versammlung in den Stadtsälen statt. Zu dieser Veranstaltung kamen Interessierte aller Fraktionen, um den damaligen „Propagandaobmann“ Adolf Hitler zu sehen. Nachdem Schneidmadl Hitler nach einer kurzen Rede unterbrach und das Wort ergriff, kam es zu einem Gerangel auf der Bühne, in das Hitler und Schneidmadl geraten waren. Schneidmadl umfasste Hitler schützend, da er nicht wollte, dass Hitler verletzt würde. Er schrieb später zu dem Vorfall:

„Als ich schloss, sprangen einige besonders heißblütige Versammlungsteilnehmer auf das Podium, und es begann eine recht nette Taucherei, in deren Mittelpunkt bald auch Hitler geraten war. Ich fürchtete, dass ein Unbesonnener sich an ihm tätlich vergreifen und so unseren Gegnern einen willkommenen Beweis sozialdemokratischer Unduldsamkeit liefern könnte. (…) Als es mir gelungen war, die Ruhe wieder einigermaßen herzustellen, trat Hitler vor und forderte seine Anhänger auf, mit ihm den Saal zu verlassen. Diese Rede, die kürzeste seines Lebens, fand rauschenden Applaus. Gefolgt von etwa 100 Mann zog Hitler ab.“

Als Hitler nach dem „Anschluss“ am 14. März 1938 einen Nachmittag lang in St. Pölten Station machte, erkundigte er sich nach Schneidmadl. Obwohl dieser einer der führenden Sozialdemokraten Niederösterreichs war, wurde er nicht verhört, nicht verhaftet und nicht deportiert, sondern blieb völlig unbehelligt. Im Gegenzug sprach er sich – entgegen der Parteilinie – für den Anschluss aus. Die Dankbarkeit Hitlers ging jedoch noch weiter: So vermittelte ihm Reichsstatthalter Hugo Jury eine Stelle bei der Anker-Versicherung. Die Versicherung war als „kriegswirtschaftlich wichtiges Unternehmen“ eingestuft, weswegen Schneidmadl nicht zum Zweiten Weltkrieg einrücken musste.
Nach Kriegsende wurde er Mitglied der Provisorische Staatsregierung als Unterstaatssekretär für Wiederaufbau. Weiters wurde er am 5. August 1945 erster Chefredakteur der wieder erscheinenden Arbeiter-Zeitung. Am 22. September löste ihn Oscar Pollak in dieser Funktion ab. Nach seinem Ausscheiden aus dem Nationalrat kehrte er in den niederösterreichischen Landtag zurück, wo er bis 1949 als Landesrat blieb.
Schneidmadl war zudem von 1950 bis 1965 Vizepräsident der NEWAG und von 1955 bis 1963 Vizepräsident des niederösterreichischen Roten Kreuzes. Er verstarb am 31. Oktober 1965 in Wien.
Er wurde am Grinzinger Friedhof bestattet.

## Ehrungen
- 1960: Silbernes Komturkreuz mit dem Stern des Ehrenzeichens für Verdienste um das Bundesland Niederösterreich[10]
- 1969: Heinrich-Schneidmadl-Straße in St. Pölten (⊙)[5]